# Финансовый инструмент
Финансовый инструмент — это любой договор, который приводит к возникновению финансового актива у одного лица и финансового обязательства или долевого инструмента у другого лица. К финансовым инструментам относятся продукты широкого спектра — от займов и депозитов, по которым предусмотрены простые условия, до стандартизированных ценных бумаг (акция, облигация, фьючерс, опцион и т. п.) и сложных производных финансовых инструментов.

## Определение
Из-за коренных различий, в рамках правовых юрисдикций разных стран и международных организаций, определение термина «финансовые инструменты» существенно различается.
|  | a contract that gives rise to a financial asset of one entity and a financial liability or equity instrument of another entity |  | ... - это договор, в результате которого возникает финансовый актив у одного предприятия и финансовое обязательство у другого |  |
|  | |  | |  |

|  | Finanzinstrumente im Sinne dieses Gesetzes sind 1. Wertpapiere im Sinne des Absatzes 1, 2. Anteile an Investmentvermögen im Sinne des § 1 Absatz 1 des Kapitalanlagegesetzbuchs, 3. Geldmarktinstrumente im Sinne des Absatzes 2, 4. derivative Geschäfte im Sinne des Absatzes 3, 5. Emissionszertifikate, 6. Rechte auf Zeichnung von Wertpapieren und 7. Vermögensanlagen ... |  | Финансовые инструменты для целей настоящего закона являются 1. Ценные бумаги, упомянутые в пункте 1, 2. Доли в инвестиционных активах, упомянутые в § 1, пункт 1 Кодекса инвестирования капитала, 3. Инструменты денежного рынка, упомянутые в пункте 2, 4. производные сделки, упомянутые в пункте 3, 5. Сертификаты на выбросы, 6. Права на получение ценных бумаг 7. [иные активы] |  |
|  | |  | |  |

|  | Финансовый инструмент — ценная бумага или производный финансовый инструмент. Производный финансовый инструмент — договор, за исключением договора репо, предусматривающий одну или несколько из следующих обязанностей: 1) обязанность сторон или стороны договора периодически или единовременно уплачивать денежные суммы (…); 2) обязанность сторон или стороны на условиях, определённых при заключении договора, в случае предъявления требования другой стороной купить или продать ценные бумаги, валюту или товар либо заключить договор, являющийся производным финансовым инструментом; 3) обязанность одной стороны передать ценные бумаги, валюту или товар в собственность другой стороне не ранее третьего дня после дня заключения договора, обязанность другой стороны принять и оплатить указанное имущество и указание на то, что такой договор является производным финансовым инструментом. |
|  | |

|  | I. – Les instruments financiers sont les titres financiers et les contrats financiers. II. – Les titres financiers sont : 1. Les titres de capital émis par les sociétés par actions ; 2. Les titres de créance ; 3. Les parts ou actions d'organismes de placement collectif. III. – Les contrats financiers, également dénommés " instruments financiers à terme ", sont les contrats à terme qui figurent sur une liste fixée par décret. IV. – Les effets de commerce et les bons de caisse ne sont pas des instruments financiers. |  | I. - Финансовые инструменты - это финансовые ценные бумаги и финансовые контракты. II. - Финансовые ценные бумаги: 1. Капитальные ценные бумаги, выпущенные корпорациями; 2. долговые ценные бумаги; 3. Паи или доли предприятий для коллективного инвестирования. III. - Финансовые контракты, также известные как «форвардные финансовые инструменты», являются фьючерсными контрактами, которые фигурируют в списке, установленном указом. IV - Коммерческие бумажные и кассовые сертификаты не являются финансовыми инструментами. |  |
|  | |  | |  |

## Классификации

### По ISO 10962 (коды CFI)
ISO 10962 определяет структуру и формат классификации финансовых инструментов, утвержденные Международной организацией по стандартизации (ИСО). Код классификации финансовых инструментов (CFI) используется для определения и описания финансовых инструментов как единого набора кодов для всех участников рынка. Кодекс издается членами ANNA, Ассоциации национальных Нумерационных агентств. В настоящее время группа работает над упрощением этой структуры, с тем чтобы она могла более широко использоваться неправительственными участниками рынка. Буквы из латинского алфавита ISO basic в каждой позиции этого 6-символьного кода отражают специфические характеристики, присущие финансовым инструментам, которые определены при выпуске инструмента, и которые в большинстве случаев остаются неизменными в течение всего срока действия инструмента.
Код CFI предназначен для предоставления наиболее полной информации, но в то же время для обеспечения управляемости кода, обеспечивает стандарт для идентификации типа инструмента и их основных характеристик высокого уровня, определяемых внутренними характеристиками финансового инструмента, которые не будут зависеть от индивидуальных названий или конвенций данной страны или финансового учреждения. Этот принцип позволяет избежать путаницы, возникающей из-за различного лингвистического использования, а также избыточности, при объективном сравнении инструментов между рынками. Коды CFI также направлены на упрощение электронной связи между участниками, улучшение понимания характеристик финансовых инструментов для инвесторов, а также позволяют сгруппировать ценные бумаги последовательным образом для целей отчетности и категоризации.
| Код классификации финансового инструмента | Код классификации финансового инструмента | Код классификации финансового инструмента | Код классификации финансового инструмента | Код классификации финансового инструмента | Код классификации финансового инструмента |
| 1                                         | 2                                         | 3                                         | 4                                         | 5                                         | 6                                         |
| ----------------------------------------- | ----------------------------------------- | ----------------------------------------- | ----------------------------------------- | ----------------------------------------- | ----------------------------------------- |
| Категория                                 | Группа                                    | Атрибут 1                                 | Атрибут 2                                 | Атрибут 3                                 | Атрибут 4                                 |

Первый и второй символ указывает на категорию и группу — и описывает сущностно разные финансовые инструменты. С третьего по шестой — символы указывают на важные атрибуты, различающиеся от группы к группе. Ниже приведены данные согласно стандарта CFI ISO 10962 в версии от 2015 года. Код инструмента включает первые буквы категории и группы.
| Код | Категории и группы инструментов                   | Оригинальное название                                   |
| E-  | Долевые инструменты (E-✱-✱-✱-✱-✱)                 | Equity                                                  |
| --- | ------------------------------------------------- | ------------------------------------------------------- |
| ES  | Обыкновенные акции                                | Common/Ordinary shares                                  |
| EP  | Привилегированные акции (первоочередность выплат) | Preferred/Preference shares                             |
| EC  | Обыкновенные конвертируемые акции                 | Common/Ordinary convertible shares                      |
| EF  | Привилегированные конвертируемые акции            | Preferred / Preference convertible shares               |
| EL  | «Limited partnership units»                       | Limited partnership units                               |
| ED  | Депозитарные расписки по акциям                   | Depositary receipts on equities                         |
| EY  | Структурированные инструменты                     | Structured instruments (participation)                  |
| EM  | Иное                                              | Others (miscellaneous)                                  |
| C-  | Инструменты коллективных инвестиций (C-✱-✱-✱-✱-✱) | Collective investment vehicles                          |
| CI  | Паевые инвестиционные фонды                       | Standard (vanilla) investment funds/mutual funds        |
| CH  | Хеджинговые фонды                                 | Hedge funds                                             |
| CB  | Инвестиционный фонды (инвестиции в недвижимость)  | Real estate investment trusts (REITs)                   |
| CE  | Биржевые инвестиционные фонды                     | Exchange-traded funds (ETFs)                            |
| CS  | Пенсионные фонды                                  | Pension funds                                           |
| CF  | Фонды фондов                                      | Funds of funds                                          |
| CP  | Фонды прямых инвестиций                           | Private equity funds                                    |
| CM  | Иное                                              | Others (miscellaneous)                                  |
| D-  | Долговые инструменты (D-✱-✱-✱-✱-✱)                | Debt instruments                                        |
| DB  | Облигации                                         | Bonds                                                   |
| DC  | Конвертируемые облигации                          | Convertible bonds                                       |
| DW  | Облигации с прилагаемыми варрантами               | Bonds with warrants attached                            |
| DT  | Среднесрочные ноты                                | Medium term notes                                       |
| DS  | Структурированные продукты (с защитой капитала)   | Structured products (capital protection)                |
| DE  | Структурированные продукты (без защиты капитала)  | Structured products (without capital protection)        |
| DG  | Ипотечные ценные бумаги                           | Mortgage-backed securities                              |
| DA  | Ценные бумаги, обеспеченные активами              | Asset-backed securities                                 |
| DN  | Муниципальные облигации                           | Municipal bonds                                         |
| DD  | Депозитарные расписки по долговым инструментам    | Depositary receipts on debt instruments                 |
| DM  | Иное                                              | Other (miscellaneous)                                   |
| DY  | Инструменты денежного рынка                       | Money Market Instruments                                |
| R-  | Права (R-✱-✱-✱-✱-✱)                               | Entitlements (rights)                                   |
| RA  | Бонусные права                                    | Allotments (Bonus Rights)                               |
| RS  | Право подписки                                    | Subscription Rights                                     |
| RP  | Права на покупку                                  | Purchase Rights                                         |
| RW  | Варранты                                          | Warrants                                                |
| RF  | Сертификаты постоянного кредитного плеча          | Mini-future certificates/constant leverage certificates |
| RD  | Депозитарные расписки о правах                    | Depositary receipts on entitlements                     |
| RM  | Иное                                              | Other (miscellaneous)                                   |
| O-  | Опционы (O-✱-✱-✱-✱-✱)                             | Listed options                                          |
| OC  | Опцион на покупку                                 | Call options                                            |
| OP  | Опцион на продажу                                 | Put options                                             |
| OM  | Иное                                              | Other (miscellaneous)                                   |
| F-  | Фьючерсы (F-✱-✱-✱-✱-X)                            | Futures                                                 |
| FF  | Финансовые фьючерсы                               | Financial futures                                       |
| FC  | Товарные фьючерсы                                 | Commodities futures                                     |
| S-  | Свопы (S-✱-✱-✱-✱-✱)                               | Swaps                                                   |
| SR  | Своп ставок                                       | Rates                                                   |
| ST  | Своп товаров                                      | Commodities                                             |
| SE  | Своп акций                                        | Equity                                                  |
| SC  | Кредитные свопы                                   | Credit                                                  |
| SF  | Валютные свопы                                    | Foreign exchange                                        |
| SM  | Иное                                              | Other (miscellaneous)                                   |
| H-  | Не перечисленные и сложные опционы (H-✱-✱-✱-✱-✱)  | Non-listed and complex listed options                   |
| HR  | На основе ставок                                  | Rates                                                   |
| HT  | На основе товаров                                 | Commodities                                             |
| HE  | На основе акций                                   | Equity                                                  |
| HC  | На основе кредита                                 | Credit                                                  |
| HF  | На основе валюты                                  | Foreign exchange                                        |
| HM  | Иное                                              | Other (miscellaneous)                                   |
| I-  | Споты (I-✱-✱-X-X-✱)                               | Spot                                                    |
| IF  | На основе валюты                                  | Foreign exchange                                        |
| IT  | На основе товара                                  | Commodities                                             |
| J-  | Форварды (J-✱-✱-X-✱-✱)                            | Forwards                                                |
| JE  | На основе акций                                   | Equity                                                  |
| JF  | На основе валюты                                  | Foreign exchange                                        |
| JC  | На основе кредита                                 | Credit                                                  |
| JR  | На основе ставок                                  | Rates                                                   |
| JT  | На основе товаров                                 | Commodities                                             |
| K-  | Стратегии (K-✱-X-X-X-X)                           | Strategies                                              |
| KR  | На основе ставок                                  | Rates                                                   |
| KT  | На основе товаров                                 | Commodities                                             |
| KE  | На основе акций                                   | Equity                                                  |
| KC  | На основе кредита                                 | Credit                                                  |
| KF  | На основе валюты                                  | Foreign exchange                                        |
| KY  | На основе смешанных активов                       | Mixed assets                                            |
| KM  | Иное                                              | Other (miscellaneous)                                   |
| L-  | Финансирование (L-✱-✱-✱-X-✱)                      | Financing                                               |
| LL  | Кредит — аренда                                   | Loan-lease                                              |
| LR  | Сделка РЕПО                                       | Repurchase agreements                                   |
| LS  | Кредитование ценными бумагами                     | Securities lending                                      |
| T-  | Референсные инструменты (T-✱-✱-✱-✱-X)             | Reference instruments                                   |
| TC  | Валюты                                            | Currencies                                              |
| TT  | Товары                                            | Commodities                                             |
| TR  | Процентные ставки                                 | Interest rates                                          |
| TI  | Индексы                                           | Indices                                                 |
| TB  | Корзины                                           | Baskets                                                 |
| TD  | Дивиденды по акциям                               | Stock dividends                                         |
| TM  | Иное                                              | Others (miscellaneous)                                  |
| M-  | Иное (M-✱-✱-✱-M-✱)                                | Others (miscellaneous)                                  |
| MC  | Комбинированные инструменты                       | Combined instruments                                    |
| MM  | Иное                                              | Other assets                                            |

### Иностранный финансовый инструмент в России
Классификация иностранных финансовых инструментов регулируется Указанием Банка России от 03.10.2017 № 4561-У «О порядке квалификации иностранных финансовых инструментов в качестве ценных бумаг» и, по-сути, только модифицирует международную классификацию на основе CFI кодов.
Членом международной Ассоциации национальных нумерующих агентств (АННА), Национальным нумерующим агентством по России, а также Замещающим нумерующим агентством по странам Содружества независимых государств является «Национальный расчётный депозитарий» (НКО АО НРД).

### Свойства
Характерными свойствами финансовых инструментов являются:
- Срок обращения — отрезок времени до окончательного платежа или требования ликвидации (погашения) финансового инструмента.
- Ликвидность — возможность быстрого обналичивания без значительных потерь. Понятие ликвидности прежде всего связывают с фактом обращения актива на рынке независимо от того, это облигация или акция.
- Доход по инструментам определяется ожидаемыми процентными, дивидендными выплатами, а также суммами, полученными от погашения или перепродажи финансового актива другим участникам рынка.
- Номинальная ставка дохода отражает в денежном выражении доход, полученный от инвестирования средств в денежный актив, абсолютную плату за внедрение средств. Настоящая ставка дохода равна номинальной ставке дохода за вычетом темпов инфляции.
- Риск финансового инструмента отражает неопределенность, связанную с величиной и сроком получения дохода в будущем.
- Делимость характеризуется минимальным его объёмом, который можно купить или продать на рынке.
- Конвертируемость — это возможность обмена финансовым инструментом на другие финансовые активы.
- Механизм налогообложения определяет как и по каким ставкам облагаются доходы от владения и перепродажи финансового инструмента.
- Валюта платежа — это валюта, в которой производится выплата по финансовому инструменту.